# Slobodan Soro
Slobodan Soro (Novi Sad, 23 de diciembre de 1978 - ) es un jugador serbio de waterpolo.

## Clubes
- VK Partizan ( Serbia)

## Palmarés
Como jugador de la selección
- Plata en los campeonatos del mundo en Shanghái 2011
- Bronce en los campeonatos de Europa en Zagreb 2010
- Oro en la liga mundial FINA de Niš 2010
- Bronce en la liga mundial FINA de Podgorica 2009
- Oro en los juegos del mediterráneo de Pescara 2009
- Oro en los campeonatos del mundo en Roma 2009
- Bronce en los Juegos Olímpicos de Pekín 2008
- Plata en los campeonatos de Europa en Málaga 2008
- Oro en la liga mundial FINA de Génova 2008
- Oro en la liga mundial FINA de Berlín 2007
- Oro en los campeonatos de Europa en Belgrado 2006
- Oro en la liga mundial FINA de Atenas 2006